# پیچ خوردن پا

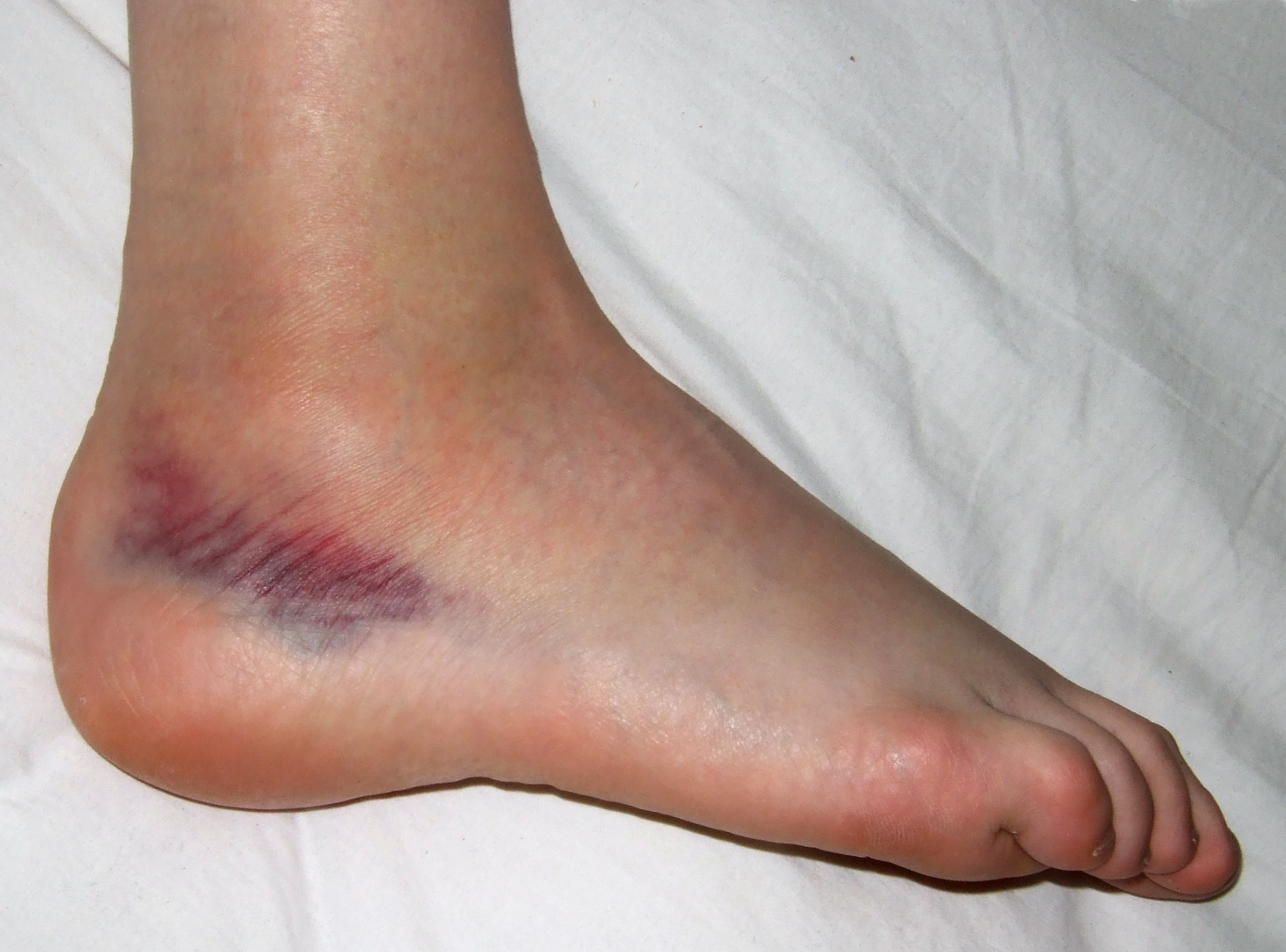
یک پای پیچ‌خورده

پیچ خوردن پا یا رگ به رگ شدن مچ پا (انگلیسی: Sprained ankle) یکی از حوادث شایع برای انسان‌ها است. پیچ خوردگی مچ پا از شایعترین آسیب و صدمه ورزشی محسوب می‌شود، از آن جایی که پیچ خوردگی مچ پا در میان ورزشکاران بسیار شایع می‌باشد، چنانچه ورزشکار شدیداً دچار ناراحتی است می‌توان از عصا در مراحل اولیه استفاده کرد و بهتر است از به‌کارگیری قالب‌های گچی دوری جست، تا مبادا در طولانی مدت عضلات شدیداً لاغر شوند و در مچ پا خشکی به وجود آید. پیچ خوردگی مچ پا آسیبی بسیار شایع می‌باشد که در هر سنی نیز ممکن است رخ دهد. مچ پای آسیب دیده دردناک، متورم و دچار خون مردگی می‌شود. در موارد شدید پیچ خوردگی، درمان‌هایی همانند دارو درمانی توصیه می‌شود و درمان پیچ خوردگی مچ پا با فیزیوتراپی نیز شامل درمان‌های ضد درد و درمان‌های دستی و تمرین درمانی می‌باشد. یکی از روش‌های بسیار مؤثر برای جلوگیری از صدمات شایع مچ پا، انجام تمرینات جهت تقویت عضلات ناحیه مچ پا است. انجام تمرینات فقط برای آسیب دیدگی نیست بلکه می‌توان با انجام این حرکات و همچنین حرکات کششی قبل و بعد از تمرین موجب تقویت عضلات مچ پا و پیشگیری از آسیب دیدگی شد.
در اغلب موارد پیچ‌خوردگی‌ها به خودی خود پس از مدت زمانی بهبود یافته و نیازی به درمان خاصی ندارند، مدت زمان بهبودی پیچ خوردگی مچ پا در موارد خفیف ۲ هفته و درموارد شدید ۶ تا ۱۲ هفته می‌باشد. اما در مواردی که پیچ‌خوردگی با کبودی بسیار همراه شود و همچنین برای مدتی طولانی باعث عدم تعادل فرد شود و تکرار شود، گاهی برای حل این مشکل بیمار نیازمند عمل جراحی خواهد بود چراکه پیچ خوردگی‌های مکرر مچ پا می‌تواند مشکلاتی همانند درد مزمن مچ پا، آرتروز مفصلی مچ و بی‌ثباتی مچ پا را ایجاد کند. عدم درمان مناسب می‌تواند موجب افزایش احتمال پیچ خوردگی مجدد شود. پیچ خوردگی‌های مکرر مچ پا موجب ایجاد بیماری‌هایی همانند دردهای مزمن مچ، آرتروز مفصل مچ و بی‌ثباتی مفصل مچ می‌شود. جراحی برای پیچ خوردگی‌های سطح بالا و ناپایداری مزمن مچ در نظر گرفته شده‌است و درمان این مشکل در ورزشکاران اهمیت ویژه ای دارد، زیرا در صورت درمان نامناسب مصدومیت مجدد برای ورزشکار رخ می‌دهد.
عوارض پیچ خوردگی مچ پا شامل درد، بی‌ثباتی مفصل مچ پا و پیچ خوردگی مجدد مچ پا می‌باشد. در صورتی که پارگی کامل لیگامان‌های مچ پا یا در رفتگی مفصلی مچ پا وجود داشته باشد، بیمار دچار بی‌ثباتی مفصل مچ پا می‌شود.

## انواع پیچ خوردگی مچ پا
- پیچ خوردگی خارجی: در حرکت چرخشی پا به سمت خارج، به طوری که کف پا به سمت داخل قرار گیرد رخ می‌دهد، و در آن قسمت خارجی مچ پا صدمه می‌بیند.
- پیچ خوردگی داخلی: در حرکت چرخشی پا به سمت داخل به طوری که کف پا به سمت خارج قرارگیرد، رخ می‌دهد و در آن قسمت داخل مچ پا صدمه می‌بیند.
- پیچ خوردگی بالای مچ پا: که منظور پارگی رباط بین درشت نی و نازک‌نی در انتهای تحتانی آن‌ها است که اغلب با درد جلوی مچ پا تظاهر پیدا می‌کند.

## طول درمان پیچ خوردگی مچ پا
مدت زمان بهبودی پیچ خوردگی مچ پا بسته به شدت آسیب متفاوت خواهد بود. در بیشتر موارد آسیب خفیف است و با درمان‌های خانگی همانند استراحت، درد و علائم بیمار برطرف خواهد شد. به محض کاهش علایم، استراحت نسبی و اجرای تمرین‌های غیر رشته‌ای برای حفظ آمادگی جسمانی عمومی ورزشکار مفید است. فعالیت‌های مثل دوچرخه سواری، شنا یا دویدن در آب همچنین تمرین‌های قدرتی تعدیل شده در این زمینه مفیدند.

## جلوگیری از پیچ خوردگی مچ پا
همیشه جلوگیری از آسیب بهتر از درمان آن است. بهترین راه برای جلوگیری از پیچ خوردگی بهبود قدرت و انعطاف‌پذیری عضلات بیمار می‌باشد، همچنین رعایت نکات زیر می‌تواند موجب جلوگیری از پیچ خوردگی مچ پا شود:
1. همیشه قبل از انجام هر گونه ورزش یا فعالیت بدنی، بدن گرم شود
2. وقتی بر روی سطوح ناهموار ورزش انجام می‌گیرد یا راه می‌روند، مراقبت زیادی لازم است
3. کفش مناسب
4. وقتی احساس خستگی وجود دارد، استراحت لازم است